# 张岳峰
张岳峰（1964年5月—），男，汉族，安徽潜山人，安徽师范大学中文系汉语言文学专业毕业，中华人民共和国政治人物。

## 生平
1985年7月参加工作，1991年6月加入中国共产党。历任安徽省纺织工业厅《纺织志》编辑室工作人员，省纺织厅调研室工作人员、机关团委专职副书记；安徽省委办公厅秘书室副科级秘书、正科级秘书、助理调研员、副主任、主任，安徽省委办公厅副主任；安徽省铜陵市委常委、组织部部长，铜陵市委副书记。
2013年6月，任安徽省委党校常务副校长。2016年12月，任安徽省委教育工委书记。2017年6月，当选中共十九大代表。同年12月，任安徽省马鞍山市委书记。2022年6月，当选中共二十大代表。
2023年1月，当选为安徽省政协秘书长。